# 張英 (前燕)
張英，五胡十六国時代前燕人物。
張英在鮮卑慕容部大人慕容皝属下担任帳下督。335年十二月，段部、宇文部派遣使者去见占据平郭反对慕容皝的慕容仁。使者住在平郭城外。張英率领百余騎間道潜行，急襲来使。宇文部使者十余人被殺，段部使者被生擒，張英于是撤退。
以後張英的事績史書没有記载。